# Tomopterna tandyi
Tomopterna tandyi är en groddjursart som beskrevs av Alan Channing och James P. Bogart 1996. Tomopterna tandyi ingår i släktet Tomopterna och familjen Pyxicephalidae. IUCN kategoriserar arten globalt som livskraftig. Inga underarter finns listade i Catalogue of Life.